# Georgi Iliew (piłkarz)
Georgi Iliew Rusew (ur. 5 września 1981 roku w Warnie), bułgarski piłkarz, grający na pozycji środkowego pomocnika lub napastnika. Od 2008 roku gra w zespole Czerno More Warna. Wcześniej był zawodnikiem CSKA Sofia, Łokomotiwu Płowdiw i także Czerno More Warna, którego jest wychowankiem.
Na początku 2006 roku zadebiutował w reprezentacji Bułgarii. W latach 2006–2007 rozegrał w niej 12 spotkań i zdobył jednego gola.